# فرزل
فرزل هي إحدى القرى اللبنانية من قرى قضاء زحلة في محافظة البقاع.
تبعد فرزل 58 كلم (36 مي) عن بيروت عاصمة لبنان. ترتفع 1000 م (3281 قدم - 1093.6 يارد) عن سطح البحر وتمتد على مساحة 1695 هكتاراً (16.95 كلم²- 6.5427 مي²). في 31 تشرين الأول 2016 اكتشفت فيها ناووسان وهياكل عظمية. 

## أعلام
- ميشيل ضاهر